# Jean Ferrier II
Pour les articles homonymes, voir Jean Ferrier Ier et Ferrier (homonymie).

Jean Ferrier II ( ? - 1550) fut coadjuteur de l’archevêché d’Arles (1517-1521), puis archevêque d’Arles (1521-1550).

## Biographie
Il est le neveu de Jean Ferrier Ier, dont il est coadjuteur en 1517 par la volonté du roi de France François Ier. Jean II intensifie l’œuvre de son oncle qu’il remplace en 1521.
Il érige des confréries du Corpus Domini (du Saint-Sacrement), continue l’embellissement de la cathédrale Saint-Trophime et défend les intérêts du temporel  de l’Église en Camargue. Il effectue aussi de nombreuses visites pastorales entre 1519 et 1532 qui indiquent un état relativement satisfaisant du diocèse. Il fait publier en 1547 une nouvelle édition du bréviaire et du missel d’Arles. Il est le principal promoteur des compagnies de pénitents, les blancs en 1532, les noirs et les gris en 1549. Les blancs qui se veulent une milice religieuse face au protestantisme envahissant, se posent en défenseurs du catholicisme orthodoxe face à la Réforme dont les progrès inquiètent le prélat arlésien. En 1532, il publie un monitoire contre les luthériens et fait saisir l’année suivante des livres hérétiques. Sa mort en 1550 empêche la tenue d’un concile provincial sur ce sujet. 
Comme son oncle et prédécesseur, Jean Ferrier Ier, Jean II est inhumé à Saint-Trophime.

### Sources
- Jean-Maurice Rouquette (sous la direction de) – ARLES, histoire, territoires et cultures, page 637